# Йохан фон Даун-Фалкенщайн
Йохан фон Даун-Фалкенщайн (на немски: Johann von Daun-Falkenstein; Johann von Daun Graf zu Falkenstein und Limburg Herr zu Oberstein) от линията „Даун-Фалкенщайн“ на фамилията „Даун“ е граф на Даун-Фалкенщайн-Лимбург-Бройч, господар на Оберщайн.

## Биография
Роден е около 1506 година. Той е син на граф Вирих V фон Даун-Фалкенщайн-Лимбург-Бройч в Оберщайн, губернатор на Равенсберг († 1546), и съпругата му графиня Ирмгард фон Сайн-Хомбург († 1551), наследничка на Лимбург ан дер Лене и Бройч, дъщеря на Себастиан I фон Сайн-Хомбург (1464 – 1498) и Мария фон Лимбург († 1525). Брат е на Каспар († 1576), Себастиан († сл. 1558), граф на Фалкенщайн, господар на Оберщайн, домхер в Страсбург, манастирски хер на „Св. Гереон“ в Кьолн, Филип († 1554), граф на Даун-Фалкенщайн, господар на Оберщайн-Бройч, субдякон в катедралата на Кьолн до 1546 г., Вирих († 1543), убит в битка в Унгария, домхер в Майнц, и на Госвин. Сестрите му са Елизабет, абатиса на „Св. Квинтин“ в Нойс, Амьона († 1582), омъжена на 20 ноември 1542 г. за граф Гумпрехт II фон Нойенар-Алпен (1503 – 1556), и Анна († сл. 1530), канонеса в Есен, абатиса в Боргхорсте.
Йохан фон Даун-Фалкенщайн е каноник на „Св. Гереон“ в Кьолн и в катедралата на Кьолн и се отказва през 1546 г. Той е опекун на душевноболния си брат Каспар († 1576). През 1549 г. херцогинята Кристина Датска от Лотарингия, вдовица на херцог Франц I от Лотарингия, му дава графството Фалкенщайн. През 1554 г. братята съставят наследствен договор. През 1559 г. това е одобрено от император Фердинанд I.
Йохан фон Даун-Фалкенщайн умира на 13 февруари 1579 г. и е погребан в манастирската църква „Мариентал“, днес част от Рокенхаузен, Рейнланд-Пфалц. Вдовицата му Урсула фон Залм-Кирбург поема регентството от 1579 до 1585 г.

## Фамилия
Йохан фон Даун-Фалкенщайн се жени на 13 декември 1546 г. за графиня и вилд и Рейнграфиня Урсула фон Залм-Кирбург (* ок. 1516; † 24 юли 1601), вдовица на пфалцграф Рупрехт фон Пфалц-Велденц (* 1506; † 28 iuli 1544), дъщеря на вилд- и рейнграф Йохан VII фон Залм-Кирбург († 1531) и графиня Анна фон Изенбург-Бюдинген-Келстербах († 1551/1557). Те имат 15 деца:
- Себастиан фон Даун-Фалкенщайн-Оберщайн († 21 октомври 1619, Винвайлер), граф на Фалкенщайн-Обершайн, женен на 19 септември 1579 г. в Лих за Мария Юлиана фон Золмс-Лих (* 28 май 1559; † 27 септември 1622)
- Анна фон Даун († сл. 1575), канонеса в Есен
- Амалия фон Даун-Фалкенщайн-Райполдскирхен (* 26 септември 1547; † 25 октомври 1608, Райполтскирхен), омъжена I. ок. 1568 г. за Волфганг Филип фон Хоенфелс-Райполдскирхен (* ок. 1539; † 1575), II. на 16 февруари 1578 г. за Филип I фон Лайнинген-Вестербург (* 10 ноември 1527; † 17 септември 1597)
- Вирих фон Даун (* ок. 1548; † 10 август 1575)
- Сидония фон Даун-Фалкенщайн (* 1549; † 1590), омъжена на 8 юни 1579 г. във Фалкенщайн, Мюлхайм ан дер Рур, за граф Аксел Стенсон Льовенхаупт фон Разеборг, граф цу Фалкенщайн-Росхайм в Елзас (* 11 февруари 1554; † 1619)
- Елизабета фон Даун (* 1 юли 1551; † 4 юли 1551)
- Елизабет фон Даун (* 3 юли 1552; † 26 юли 1552
- Фридрих фон Даун (* 20 юли 1556; † 1 март 1557)
- Волфганг фон Даун (* ок. 1560)
- Карл Франц фон Даун (* 15 март 1560; † 27 юли 1560)
- Йохан Валентин фон Даун (* 1 септември 1562; † 19 март 1563)
- Емих фон Даун-Фалкенщайн-Бретценхайм (* 23 декември 1563, Лаутерекен; † 4 ноември 1628, Фалкенщайн), господар на Бретценхайм, женен I. сл. 1585 г. за Доротея фон Мансфелд-Фридебург (* 1549; † 1626), II. на 23 декември 1626 г. в Хайденхайм за графиня Анна Амалия фон Ербах (* 10 юни 1577; † 1630)
- Маргарета фон Даун

## Галерия
- Герб на Даун-Фалкенщайн
- Герб на Графство Фалкенщайн
- Замък Фалкенщайн (Пфалц)
- Дворец Оберщайн